# かさど (掃海艇)
かさど（ローマ字：JDS Kasado, MSC-604、AGS-5111）は、海上自衛隊の掃海艇。かさど型掃海艇の1番艇。艇名は笠戸島に由来する。運送船「笠戸丸」、択捉型海防艦「笠戸」に次いで日本の艦艇としては3代目。

## 艦歴
「かさど」は、昭和30年度計画掃海艇304号艇として、日立造船神奈川工場で1957年7月9日に起工され、1958年3月19日に進水、1958年6月26日に就役し、横須賀地方隊に編入された。同年8月16日、横須賀地方隊に第32掃海隊が新編され同日付で就役した「しさか」とともに編入。
1959年3月16日、第32掃海隊が第1掃海隊群に編入。
1961年9月1日、第32掃海隊が第2掃海隊群に編入。
1969年3月15日、第32掃海隊が横須賀地方隊に編入。
1973年3月31日、第32掃海隊が第2掃海隊群に編入。
1973年8月24日、大湊地方隊に編入。
1974年3月15日、海洋観測艇に種別変更され、艇名が海洋観測艇1号（AGS-5111）に改称。
1982年3月27日、除籍。